# Nikhil Nagesh Bhat
Nikhil Nagesh Bhat és un cineasta i escriptor indi que treballa principalment a la indústria cinematogràfica hindi. És conegut per dirigir la pel·lícula de thriller d'acció Kill i Apurva.

## Carrera
Nikhil va néixer a Patna i més tard es va traslladar a Pune per als seus estudis..
La seva experiència personal durant un viatge en tren entre Patna i Pune a mitjans de la dècada de 1990, durant el qual el tren on anava va ser robat, va influir en la seva narració. I aquest esdeveniment traumàtic va ser la base de la trama de Kill, que va començar a escriure el 2016 .

## Filmografia
| Any  | Títol                | Notes |
| ---- | -------------------- | --- |
| 2009 | Saluun               | Acreditat com a Nikhil Bhat                                                                                               |
| 2018 | Brij Mohan Amar Rahe | |
| 2020 | Rasbhari             | Web series |
| 2020 | The Gone Game        | Web series |
| 2022 | Hurdang              | |
| 2023 | Kill                 | Estrenat al Festival Internacional de Cinema de Toronto el 7 de setembre de 2023 Estrena a l'Índia el 5 de juliol de 2024 |
| 2023 | Apurva               | |